# Andreas Grünbichler
Andreas Grünbichler (* 2. April 1964 in Weissenbach/Enns) ist ein österreichischer Wirtschaftswissenschaftler sowie Finanzmanager. Er ist Titularprofessor für Finanzmarktforschung an der Universität St. Gallen (HSG), wo er auch akademisch tätig ist. Er ist weiters Honorarprofessor an der Universität Wien. 

## Werdegang
Grünbichler wuchs in der Steiermark auf, wo er in Admont das Stiftsgymnasium besuchte und auch Schulsprecher war. Er studierte in Graz Betriebswirtschaftslehre und habilitierte 1995 zum Universitätsdozent für Allgemeine Betriebswirtschaftslehre.
Von 1992 bis 1995 arbeitete Andreas Grünbichler als Professor für Finanzwirtschaft an der Anderson School der University of California at Los Angeles (UCLA). Dann wechselte er 1995 mit 31 Jahren als Ordinarius für Finanzmarktforschung an die Universität St. Gallen, HSG.
Von 2009 bis 2021 war er in der Wüstenrot-Gruppe als CFO und in weiterer Folge auch als Marktvorstand tätig. Zwischen 2004 und 2009 war er in verschiedenen Managementfunktionen bei der Zurich Insurance Group auf Konzernebene in Zürich u. a. als Group CRO und als CFO International Business sowie der Constantia Privatbank in Wien als CEO tätig. Zwischen 2001 und 2004 war Andreas Grünbichler Vorstandsdirektor der Finanzmarktaufsicht in Wien.
Er hat den österreichischen Aktienmarktindex Austrian Traded Index (ATX) konzipiert und die Umsetzung geleitet.
Grünbichler gilt als Kritiker synthetischer und geleveregter Exchange Traded Funds (ETFs). Er beschäftigt sich vor allem mit Fragen des Asset Managements, des Risiko Management und mit Börsenstrukturthemen. 
Er ist mit der Chefredakteurin von ORF Radio, Ingrid Thurnher, verheiratet.